# Kazunari Koga
Kazunari Koga (Shizuoka, 17 april 1972) is een voormalig Japans voetballer.

## Carrière
Kazunari Koga speelde tussen 1995 en 1999 voor Cerezo Osaka.